# Sebastian Donner
Sebastian Donner est un sculpteur, graveur-médailleur autrichien, né à Essling le 19 janvier 1707, et mort à Kremnitz en octobre 1763. 

## Biographie
Comme son frère Matthäus Donner, il se consacre à l'art de la taille de la monnaie. Il est entré en 1732 comme étudiant à l'hôtel de la Monnaie de Vienne où il est resté jusqu'en 1739. Puis il est parti à Innsbruck comme graveur de la Monnaie. En 1750, il est envoyé comme premier graveur à la Monnaie de Kremnitz avec une rémunération annuelle de 800 florins.

## Famille
Il est le frère de Georg Raphael Donner (1693-1741) et de Matthäus Donner (1704-1754).
Marié, il a eu quatre enfants, dont Ignaz Donner qui a été graveur à la Monnaie de Vienne.